# Labeobarbus lucius
Labeobarbus lucius és una espècie de peix pertanyent a la família dels ciprínids.

## Descripció
- Fa 23 cm de llargària màxima.[1]

## Hàbitat
És un peix d'aigua dolça, bentopelàgic i de clima tropical.

## Distribució geogràfica
Es troba a Àfrica: els rius Lucalla (Angola) i Niari (la república del Congo).

## Observacions
És inofensiu per als humans.